# Opérations Begonia et Jonquil
Durant la Seconde Guerre mondiale, les opérations Begonia et Jonquil sont des opérations de sauvetage de prisonniers de guerre en Italie, du 2 au 6 octobre 1943.

## Objectif
L'objectif de ces opérations est de localiser des prisonniers de guerre, évadés, se cachant à l'intérieur des terres et de les rassembler afin de les évacuer par des plages.

## Histoire
L'opération Begonia est la composante aéroportée précédant l'opération amphibie Jonquil.

## OpérationBegonia
L'opération Begonia est conduite par le SAS britannique et des éléments aéroportés de la VIIIe armée britannique entre Ancône et Pescara. 61 hommes y sont engagés.

Begonia implique le parachutage à l'intérieur des terres de quatre équipes de la VIIIe armée et d'une équipe de SAS.

## OpérationJonquil
L'opération Jonquil est conduite par quatre équipes de deux SAS britanniques avec un escadron de deux SAS français en protection.

Jonquil est la phase finale de l'opération Begonia, consistant à l'embarquement des prisonniers évadés.

## Bilan de l’opération
Des défauts de planification et l'oubli de radios ont pour conséquences que bien que des centaines de prisonniers aient été localisés et conduits sur les plages, seulement cinquante peuvent contacter les équipes de l'opération Jonquil et être évacués.